# Раутатиентори (станция метро)
«Ра́утатиентори» («Железнодорожная площадь», фин. Rautatientori, швед. Järnvägstorget) — станция Хельсинкского метрополитена.
Название получила благодаря площади Rautatientori (Железнодорожной), которая в свою очередь — от расположенного на ней железнодорожного вокзала Хельсинки.
Имеет единственный выход, оснащённый 4 эскалаторами и 2 лифтами, который ведёт в подземный торговый центр Asematunneli и через него — в Центральный вокзал Хельсинки. Это единственная станция, чьё название объявляется не только по-фински и шведски, но также и по-английски (Central Railway Station — «Центральный железнодорожный вокзал», а не «Железнодорожная площадь»).
Самая оживлённая станция Хельсинкского метрополитена: в будний день ею пользуются 28 510 человек (2005).
Одна из трёх станций Хельсинкского метрополитена, которые находятся на протяжении всего 1 километра. Так, расстояние от станции «Раутатиентори» до станции «Хельсингин юлиописто» — 597 м, до станции «Камппи» ещё меньше — всего 487 м.
Находится на глубине 27 метров от поверхности земли (22 м ниже уровня моря).

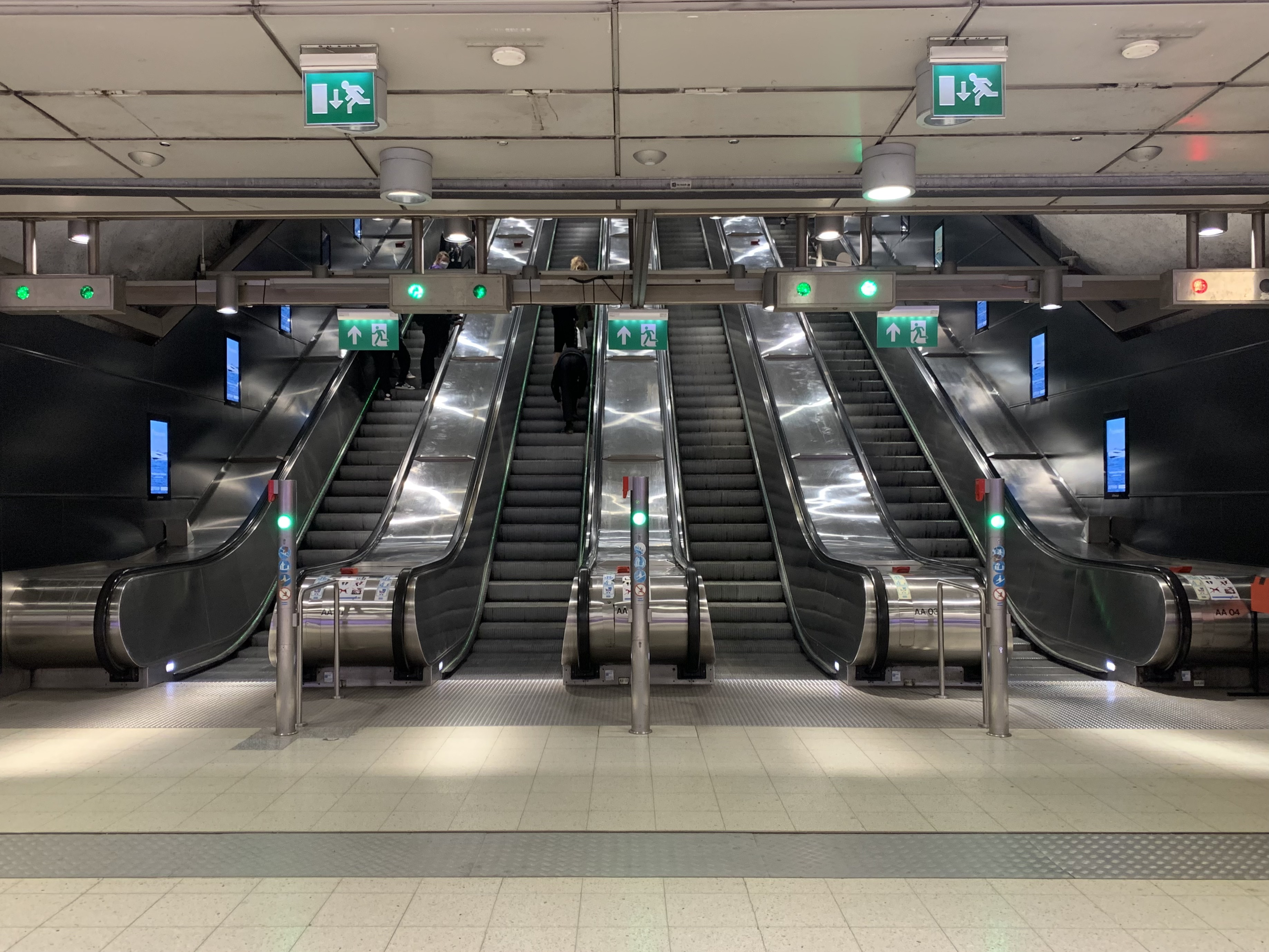
Эскалаторы
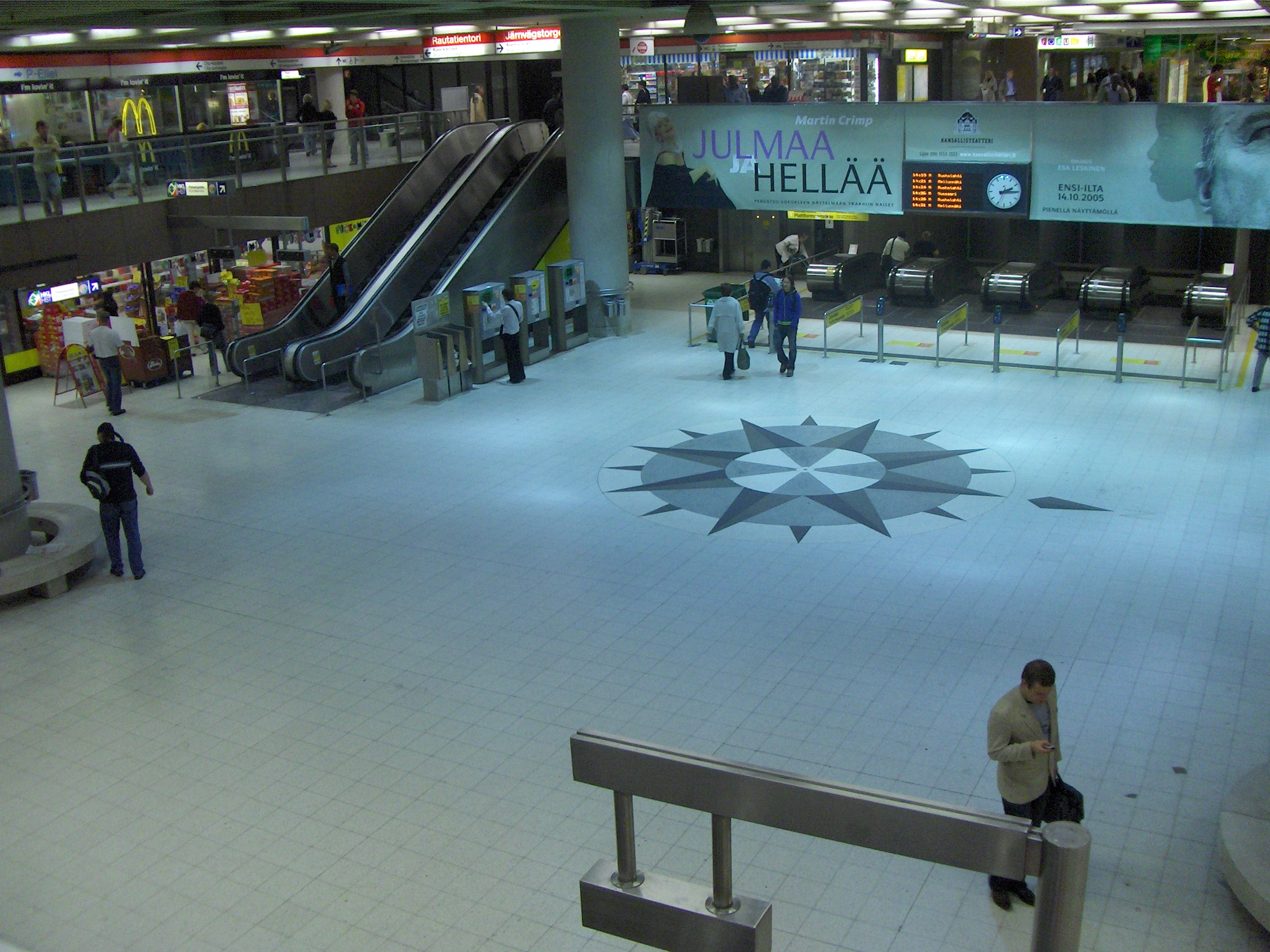
Вход на станцию из Asematunelli - т.н. Kompassitaso (Этаж с компасом)
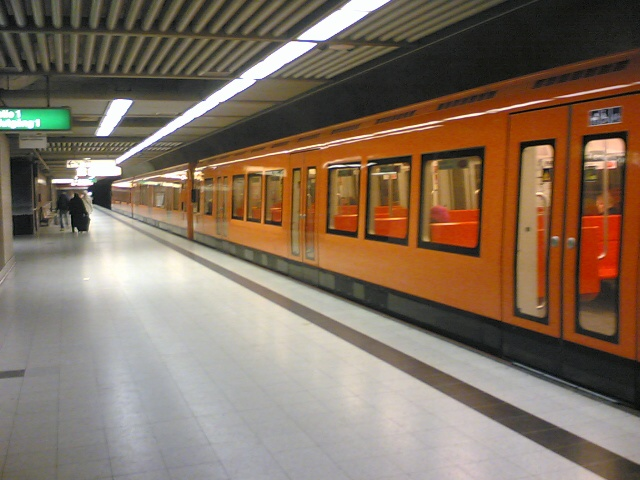
Поезд на станции